# Саєнко Іван Іванович (футболіст)
Іван Іванович Саєнко (рос. Иван Иванович Саенко, нар. 17 жовтня 1983, Воронеж) — російський футболіст, що грав на позиції флангового нападника. Виступав за національну збірну Росії.

## Клубна кар'єра
Народився у Воронежі у футбольній родині. Його батько тренував місцеву жіночу команду «Енергія». Коли ця команда проходила збори у Німеччині, він взяв із собою сина, що займався футболом у воронезькій ДЮСШ, і звозив його на перегляд до декількох місцевих клубів. Для юнака це завершилося укладанням 2000 року молодіжного контракту із «Карлсруе СК». Грав за молодіжну команду клубу, а 2001 року провів дві гри за головну команду у Другій Бундеслізі.
Частину 2002 року провів в оренді на батьківщині, граючи за друголіговий «Факел» (Воронеж), після чого повернувся до «Карлсруе СК», де провів ще три сезони, ставши гравцем основного складу клубу.
У травні 2005 року на правах вільного агента уклав трирічний контракт з «Нюрнбергом», командою вищого німецького дивізіону. 2007 року виборов у його складі титул володаря Кубка Німеччини, утім наступного року команда втратила місце у Бундеслізі, і росіянин висловив бажання його покинути, не бажаючи знову грати у другому дивізіоні.
Влітку 2008 року уклав чотирирічний контракт із московським «Спартаком». У московській команді не заграв спочатку через травму, а згодом через проблеми з режимом та підвищену конкуренцію за місце на полі. Провівши за «Спартак» за три роки лише 31 гру в чемпіонаті, влітку 2010 року 26-річний гравець був виставлений на трансфер, а за півроку, після того як бажаючих придбати його не знайшлося, клуб розірвав із ним контракт. Фактично того ж 2011 року завершив професійну футбольну кар'єру.

## Виступи за збірну
2006 року дебютував в офіційних матчах у складі національної збірної Росії.
У складі збірної був учасником чемпіонату Європи 2008 року в Австрії та Швейцарії, де взяв участь у чотирьох іграх, у двох з яких на стадії плей-оф навіть виходив на поле у стартовому складі.
Загалом протягом трирічної кар'єри в національній команді провів у її формі 13 матчів.
| Дата       | Місто           | Господарі  | Результат  | Гості     | Турнір                | Голи | Примітки |
| ---------- | --------------- | ---------- | ---------- | --------- | --------------------- | ---- | -------- |
| 11-10-2006 | Санкт-Петербург | Росія      | 2 – 0      | Естонія   | Відбір до ЧЄ 2008     | -    | 90+2'    |
| 7-2-2007   | Амстердам       | Нідерланди | 4 – 1      | Росія     | товариський матч      | -    |          |
| 24-3-2007  | Таллінн         | Естонія    | 0 – 2      | Росія     | Відбір до ЧЄ 2008     | -    | 90'      |
| 6-6-2007   | Загреб          | Хорватія   | 0 – 0      | Росія     | Відбір до ЧЄ 2008     | -    | 61' 71'  |
| 22-8-2007  | Москва          | Росія      | 2 – 2      | Польща    | товариський матч      | -    |          |
| 23-5-2008  | Москва          | Росія      | 6 – 0      | Казахстан | товариський матч      | -    | 46'      |
| 28-5-2008  | Бурггаузен      | Сербія     | 1 – 2      | Росія     | товариський матч      | -    | 82'      |
| 14-6-2008  | Вальс-Зіценгайм | Греція     | 0 – 1      | Росія     | ЧЄ 2008 - 1-й етап    | -    | 70' 77'  |
| 18-6-2008  | Інсбрук         | Росія      | 2 – 0      | Швеція    | ЧЄ 2008 - 1-й етап    | -    | 66'      |
| 21-6-2008  | Базель          | Нідерланди | 1 – 3 д.ч. | Росія     | ЧЄ 2008 - чвертьфінал | -    | 81'      |
| 26-6-2008  | Відень          | Росія      | 0 – 3      | Іспанія   | ЧЄ 2008 - півфінал    | -    | 57'      |
| 10-9-2008  | Москва          | Росія      | 2 – 1      | Уельс     | Відбір до ЧС 2010     | -    | 59'      |
| 15-10-2008 | Москва          | Росія      | 3 – 0      | Фінляндія | Відбір до ЧС 2010     | -    | 60'      |
| Усього     |                 | Матчів     | 13         |           | Голів                 | 0    |          |

## Титули і досягнення
- Володар Кубка Німеччини (1):

«Нюрнберг»: 2006-2007